# フォーチュン座

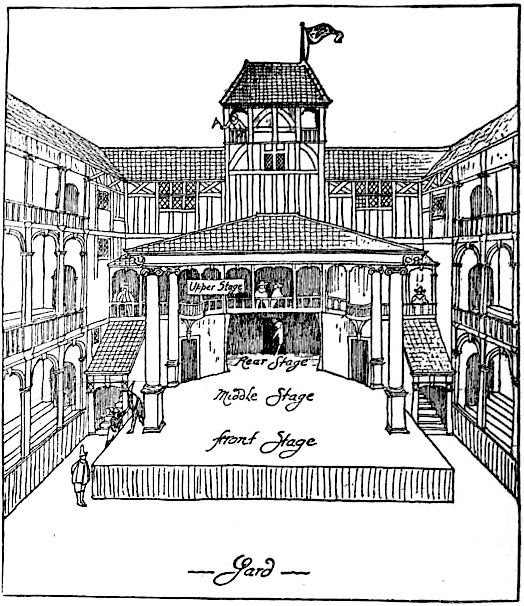
建築契約書に基づく
フォーチュン座の再現図
ウォルター・ゴッドフレイ (英語版)作 (1911年)

フォーチュン座 (フォーチュンざ、英: Fortune Playhouse) は、ロンドンにあったイギリス・ルネサンス演劇の劇場である。シティ・オブ・ロンドンのすぐ外側の、ホワイトクロス通り (英語版) と現代のゴールデン通り (英語版) の間に位置していた。1600年に創業し、1642年清教徒革命の影響により議会によって閉鎖された。

## 歴史

### 起源

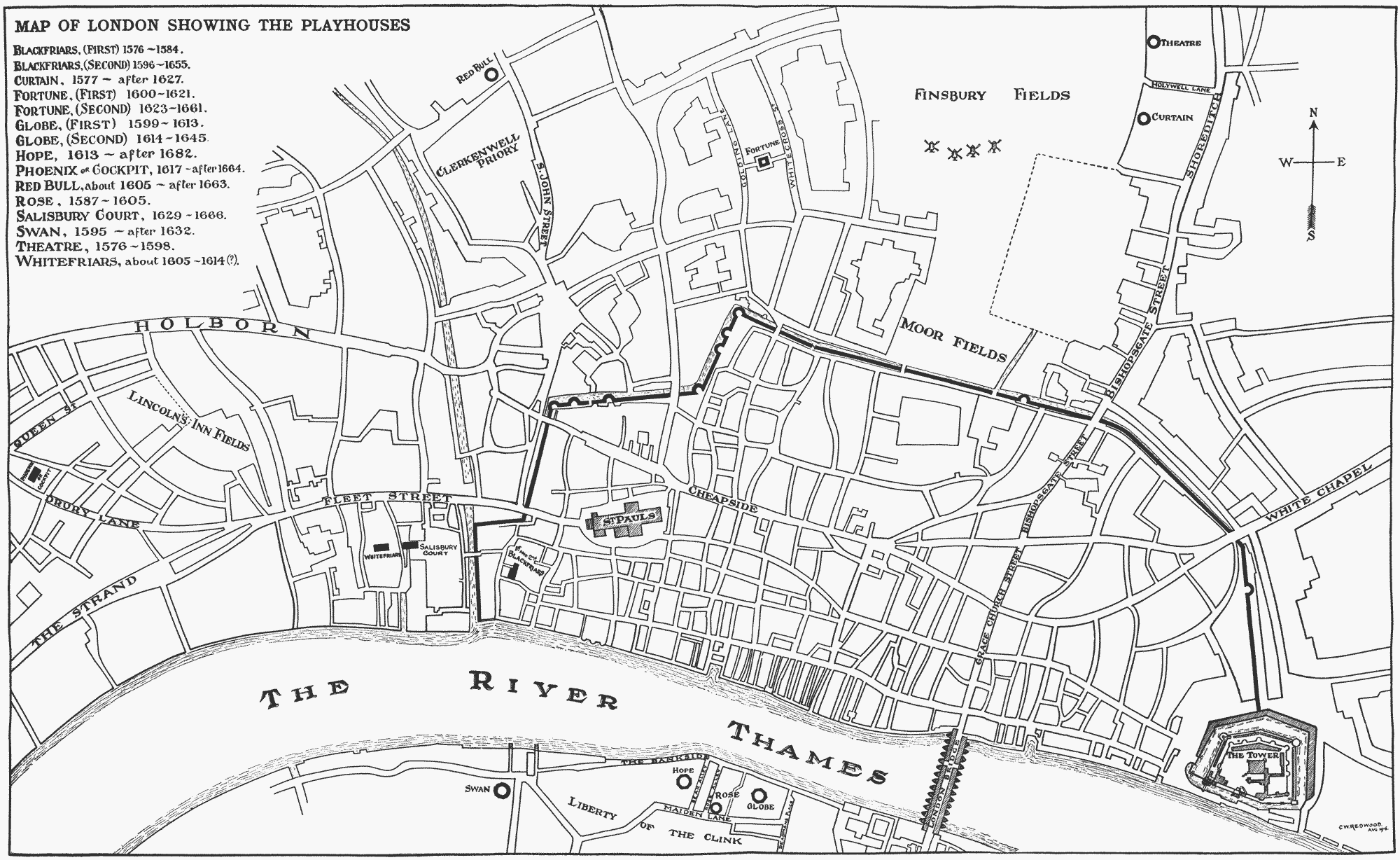
フォーチュン座はロンドン市街地図の上部中央にある。(拡大版)

フォーチュン座は、グローブ座やスワン座など他のイギリス・ルネサンス演劇の劇場と同時代のもので、シティー・オブ・ロンドンのすぐ外側の現代ではフォーチュン通りと呼ばれるホワイトクロス通りとゴールデン通りの間にある、セント・ジャイルズ＝ウィズアウト＝クリップルゲート小教区にあった。シアター座とカーテン座 (英語版) があるショーディッチの西に位置していた。1600年から1642年の間、フォーチュン座はロンドンにおける演劇の主要な劇場の一つであった。
フォーチュン座は、ロンドンの主だった劇団の大規模な再編期の後半に建てられた。1597年、チェンバレン卿一座 (英語版) はシアター座から出ていったか、あるいは出されたのであるが、彼らはショーディッチを離れ、1599年に新しい劇場であるグローブ座をサザークに建設した。近くの老朽化したローズ座で公演を行っていた海軍大臣一座 (英語版) は、突然バンクサイド (英語版)  の観客を取り合う熾烈な競争に直面した。
この時点で、海軍大臣一座のマネージャーであるフィリップ・ヘンズロウ (英語版) と彼の娘婿で主役俳優のエドワード・アレン (英語版) はショーディッチに移る計画を立てた。資金はアレンが提供したと見られるが、後に利権の半分を義父ヘンズロウに売却した。彼らは240ポンドを支払い、ゴールデン通りとホワイト通りにそれぞれあった共同住宅に挟まれた一画の土地を30年間にわたって借用した。彼らはグローブ座を完成させたばかりのピーター・ストリート (英語版) を雇用し、劇場を建設させた。ストリートは建設費用として440ポンドを受け取った。その他塗装費用及び付随費用として80ポンドかかっており、直接的な建設費用は520ポンドであった。財産権の確保と以前の賃貸契約の清算を含むこの事業の総コストは1,320ポンドに達した  :435-6 。またこの劇場の維持費は最初の10年間、年に約120ポンドかかった :139 。
アレンが残し、現在まで保存されている文書の中に建築契約書が見つかったため、フォーチュン座の詳細は他の屋外劇場よりも詳しく知られている。ヘンズロウとアレンはライバルの劇場に目を向けて彼らの劇場の計画を構想していたので、アレンの資料ではグローブ座の特徴についても明らかにしている。そのためフォーチュン座の建築契約における細部のサイズは、グローブ座と比べて同等かそれ以上である。

### 最初の劇場

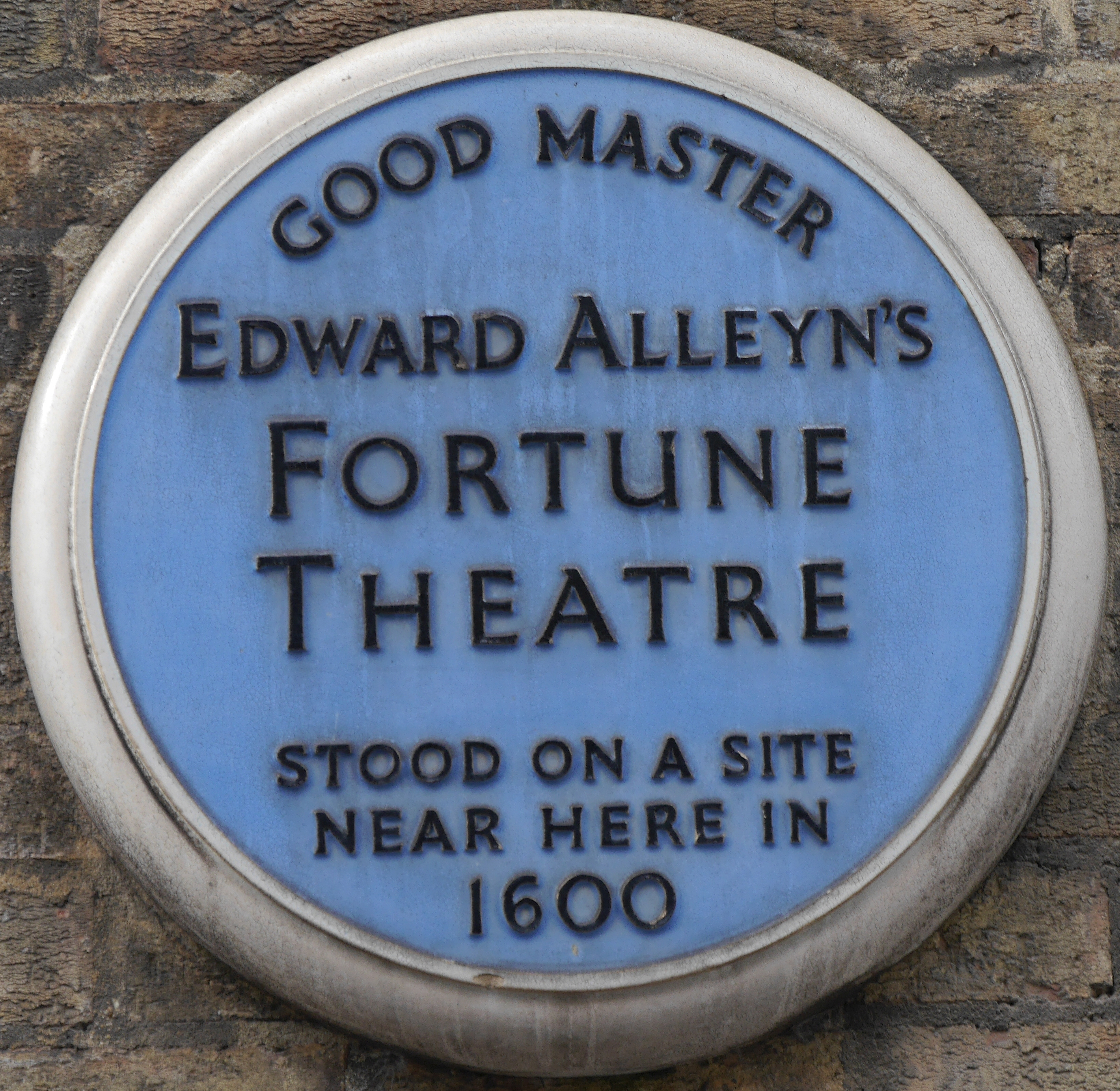
ロンドン　フォーチュン通りにあるプラーク

ヘンズロウとアレンの計画は、近隣住民とロンドン市当局からのかなりの反対にあった。彼らの支援者 (パトロン) であった海軍卿 (Lord High Admiral) (英語版) の初代ノッティンガム伯爵チャールズ・ハワードの助けを借りて、彼らは枢密院から事業計画の許可を得た。ヘンズロウはまた、小教区内の慈善団体への多額の寄付を誓うことで、近隣住民の不安を和らげたようである。
ヴェネツィア共和国のイングランド大使の書簡で明らかになったように、劇場には1600年後半までに海軍大臣一座が常駐するようになった。この劇団は20年以上にわたって、ヘンズロウ・アレン両者の死後もこの劇場で公演を続け、ヘンリー・フレデリック・ステュアートとフリードリヒ5世庇護の下、非常に安定した地位を確立していた。ヘンズロウの死により、アレンは劇場の財産の全ての権利を手にした。
もともと「街で最上の劇場」と言われていたフォーチュン座も、数十年のうちに緩やかにその評判を落としていった。1605年には悪名高い酒飲みでスリのメアリー・フリス (英語版) がステージに上がり、歌を歌いリュートを演奏したようである。この出来事が記載されている教会法廷 (consistory court) (英語版) の記録では、俳優達が彼女の悪ふざけに参加していたかどうかは不明である。1612年、シアター座は演劇の後のダンス (jigs) を辞めるようにロンドン市当局から命令された。彼らはそれが喧嘩と盗難を引き起こすと考えていた。この信念には意味があることを、翌年に起きた田舎の農民が都市部の紳士を刺した事例が示唆している。1614年にトマス・トムキス (英語版)  は教養ある観客向けの劇作「アルブマザル」 ("Albumazar" ) (英語版) の中でフォーチュン座とレッド・ブル座 (英語版) に言及し、「スペインの悲劇」("The Spanish Tragedy" ) (英語版) のような古臭い演目を観るための騒々しい場所だという印象を広めた。フォーチュン座に対するこの悪評とともに、ロンドンの北側の劇場をひとくくりにする見方も定着した。
海外の大使達は、1回かおそらく2回フォーチュン座を訪問している。1回目の訪問をしたのはヴェネツィア共和国代表団のメンバー、オラツィオ・ブシノ (Orazio Busino) で、彼は1617年12月に、おそらくフォーチュン座と思われる劇場を訪問したことを記録している。2回目の訪問をしたのは スペインの悪名高い初代ゴンドマール伯ディエゴ・サルミエント・デ・アキューナ (英語版) で、1621年に確かにアレンや他のメンバーを訪ねている。公演の後に彼らは敬意を表してパーティーを開いた。

### 劇場の再建と閉鎖
1621年12月9日フォーチュン座は全焼し、劇団の脚本や財産を失った。エドワード・アレンは再建費用の1,000ポンドを得るために、12名による共同所有体制を構築し、彼らは初期費用としてそれぞれ 83ポンド 6シリング 8ペニー (£83 6s. 8d.) を支払った。アレンはすでに高齢となり、またダリッジ・カレッジの運営で多忙であったため、共同所有持ち分のうち1株しか持たず劇場の所有権を年間 128ポンドで他の共同所有者に賃借した。劇場は1623年3月に再開した。アレンが1626年に亡くなり、ダリッジ・カレッジが劇場の賃借権を承継した。俳優のリチャード・ガネル (英語版) が劇場の経営者となったが、劇場の経営方針は変わらなかったと見られる。新しい劇場は防火対策として、レンガ造りで鉛とタイルの屋根であった。建物は円形で、独特の正方形の形状を放棄したようだった。
フォーチュン座の評判は、再建後も改善されなかった。1626年には船員達による暴動があり、その過程で警備員が襲われた。1628年、初代バッキンガム公ジョージ・ヴィリアーズが目をかけていた人物が、フォーチュン座の公演を見た後で群衆に襲撃された。
1631年、海軍大臣一座 (英語版) はソールズベリー・コート座 (英語版) に移った。フォーチュン座では替わってキングズ・レヴェルズ一座 (英語版) が公演を行うようになった。この時期のものであると明確になっている演劇は、ジョン・ヘミングス (英語版) の息子ウィリアム・ヘミングス (英語版) の現在では失われてしまっている喜劇のみである。1635年、レッド・ブル座 (英語版) にいた劇団がフォーチュン座に常駐するようになった。ペストにより1636年5月から1637年10月まで1年以上にわたって劇場は閉鎖された。劇場からの収入が途絶えたため、フォーチュン座の12人の共同所有者達は、ダリッジ・カレッジへの支払いについて165ポンドを超える滞納状態に陥った 。
1639年、俳優達は舞台上でのある宗教的儀式の描写により、1,000ポンドの罰金を科せられた。この描写は反カトリックであると受け取られたが、1630年代後半においてはほとんど全ての宗教の描写が危険を伴った。この俳優達は1640年の復活祭でレッド・ブル座に戻り、海軍大臣一座の残党がフォーチュン座に戻った。彼らは今や王子時代のチャールズ2世の庇護の下にあり、チャールズ王子一座 (英語版) と呼ばれていた。
1642年に議会 (長期議会) が全ての劇場の閉鎖を命じた時 (1642年ロンドン劇場閉鎖令) (英語版) 、フォーチュン座は穏やかではあるが後戻りできない衰退状態となった。閉鎖令の発布から一年もしないうちに、当局が公演の現場に踏み込んで財産を没収した記録があるため、常時ではなくとも閉鎖令が破られていたのは確かである。この法令の期間が満了してから、より厳しい新しい法令が1649年に制定されるまでは、一座はフォーチュン座に戻って公演を行っていた。1649年、イングランド内戦の兵士達はステージと観覧席のシートをはぎ取った。チャールズ2世による王政復古までにフォーチュン座は部分的に崩壊し、ダリッジ・カレッジの運営者達は残ったものをスクラップとして売却した。

## デザイン

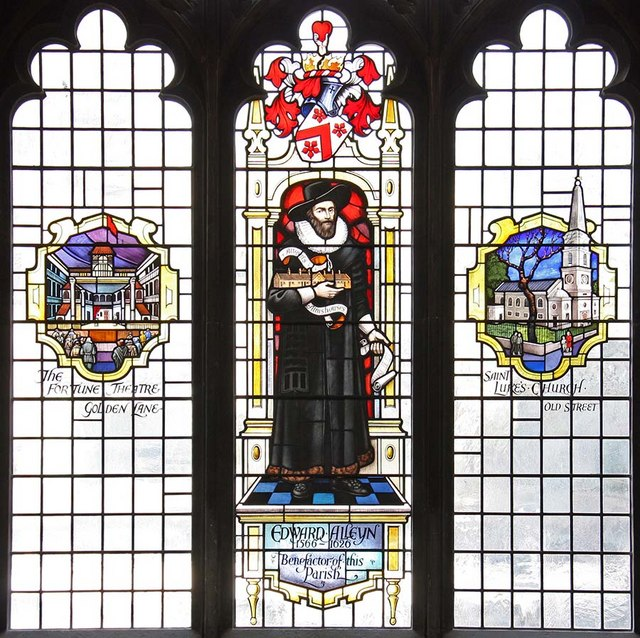
セント・ジャイルズ＝ウィズアウト＝クリップルゲートのステンドグラス
左はフォーチュン座の外観
中央はエドワード・アレン

フォーチュン座の敷地は間口 39 メートル (127 フィート) 、奥行 39 メートル (129 フィート) でほぼ正方形だった。劇場は石灰とレンガの基礎の上に建てられた。この時代の円形劇場様式としては珍しく正方形の建物で、それぞれの壁は外側が 24 メートル (80 フィート) 、内側が 16 メートル (55 フィート) の長さだった。劇場は3階建てで、1階の観覧席の高さは 3.6 メートル (12 フィート) 、2階は 3.3 メートル (11フィート) 、3階は 2.7 メートル (9 フィート) だった。観覧席の奥行きは何れも 3.6 メートル (12 フィート) であった。創業者のフィリップ・ヘンズロウ (英語版) とエドワード・アレン (英語版) はその規模の全ての点において、フォーチュン座がグローブ座より上回るよう指示した。彼らはまた一般的な慣習に従って、2ペニーの部屋と男性用の部屋を用意した。建物はラスアンドプラスター工法  で作られ、観覧席には木の床が施された。ステージと楽屋 (tiring-house) は正方形の中央平土間に向けて突出していた。楽屋にはすりガラスの窓があり、ステージとの接続方法は不明だが、おそらくスワン座と似ている。ステージの横幅は 13 メートル (43 フィート) で、タイルで覆われていた。

## 劇場の復元

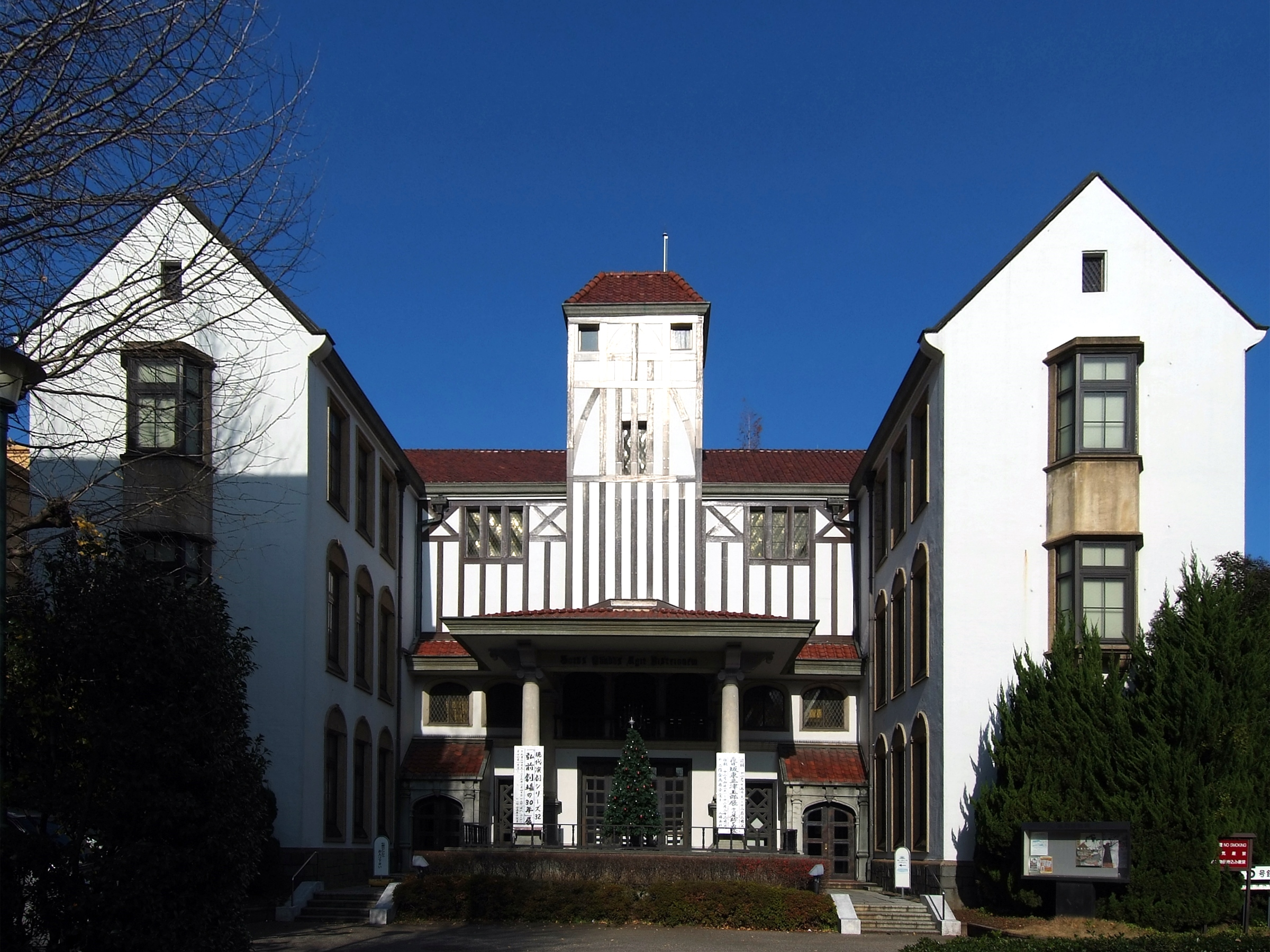
早稲田大学坪内博士記念演劇博物館
1928年にフォーチュン座を模して建立された。

フォーチュン座のマネージャーだったフィリップ・ヘンズロウが残し、ダリッジ・カレッジが保管してきた文書の中に、1599年のフォーチュン座の建築契約書が発見された。この契約書によりフォーチュン座の全体のサイズはわかるが、平面図や立面図は残っていない。
- 早稲田大学坪内博士記念演劇博物館 (1928年) - 英文学者坪内逍遥の古稀と、『シェークスピヤ全集』全40巻の完成を記念して、1928年（昭和3年）10月に東京都新宿区の早稲田大学構内にフォーチュン座を模して建立された[7][8]。
- アレン・エリザベス朝劇場 (The Allen Elizabethan Theatre) (1947年) - オレゴン・シェイクスピア・フェスティバル (英語版) [注 4] のためにオレゴン州アシュランドに、リチャード・L・ヘイ (英語版) の設計により建設された。全体のサイズはフォーチュン座の建築契約に基づいているが、ステージの外観や配置は推測によるものである。
- 新フォーチュン座 (The New Fortune Theatre) (1964年) - 西オーストラリア大学に建てられたフォーチュン座のレプリカ[9]。
- グダニスク・シェイクスピア劇場 (Gdańsk Shakespeare Theatre) (英語版) (2014年) -  ポーランドのグダニスクにある劇場。17世紀にフォーチュン座をモデルにして作られた、フェンシング・スクールと呼ばれる劇場の跡地に建てられた。フェンシング・スクールの完全な再現を目指すものではないが、17世紀の劇場の要素と新しい技術を組み合わせている[10]。